# Daphnia catawba
Daphnia catawba is een watervlooiensoort uit de familie van de Daphniidae. De wetenschappelijke naam van de soort is voor het eerst geldig gepubliceerd in 1926 door Coker.